# Vegetáció
A vegetáció (növényzet) egy-egy terület növénytársulásainak összessége, tehát egy komplex módon megjelenő, sok fajból és egyedből álló, összetett kapcsolatrendszerrel működő  növénytakaró. Ennek megfelelően a vegetáció alapegysége nem a faj vagy valamely más növényrendszertani egység, hanem a növénytársulás (asszociáció), illetve (a nagyvonalú, általános leíráshoz) a növényformáció.
A vegetáció kutatásával a növénytársulástan (fitocönológia) foglalkozik. Ezt korábban a növényföldrajz részterületének tekintették, de a 20. század vége óta részben önálló tudománynak fogadják el.
Ha nagyobb tájegységeket, netán földrészeket vizsgálunk, nem az asszociációkat vetjük össze, hanem az eggyel magasabb hierarchikus szint növényzeti egységeit, azaz a formációkat. Ezeket a legfelső szintben uralkodó fajról nevezzük el — az erdőkben ez a (felső) lombkoronaszint. A hasonló megjelenésű és hasonló környezeti feltételek közt található formációkat formációcsoportokba vonjuk össze. Ilyen csoport például a mérsékelt övi lombhullató erdőké vagy a mérsékelt övi füves területeké 

## Növényzeti övek
A Föld éghajlati öveinek megfelelően alakulnak a növényzeti övek is: valamennyi éghajlati övnek megvan a sajátos növényzete. Az éghajlati és növényzeti övek elvileg párhuzamosak az Egyenlítővel, a valóság azonban jócskán különbözik ettől az elvi képtől. Az eltérés két fő oka:
- a tengerek és a szárazföldek egyenlőtlen területi megoszlása és
- a domborzat.

Főként ezek alakítják ki azokat a légkörzési rendszereket és tengeráramlatokat, amelyek jelentősen módosítják a szárazföldek klímáját. Az egyes éghajlati öveknek megfelelően alakulnak ki a Föld növényzeti övei.
| Örök jég Sarkvidéki tundra Tajga Mérsékelt övi lombhullató erdő Mérsékelt övi füves puszta Szubtrópusi esőerdő | Mediterrán Monszunerdő Terméketlen sivatag Cserjés sivatag Száraz füves puszta Félsivatag | Füves szavanna Erdős szavanna Szubtrópusi száraz erdő Trópusi esőerdő Hegyi tundra Hegyvidéki erdő |

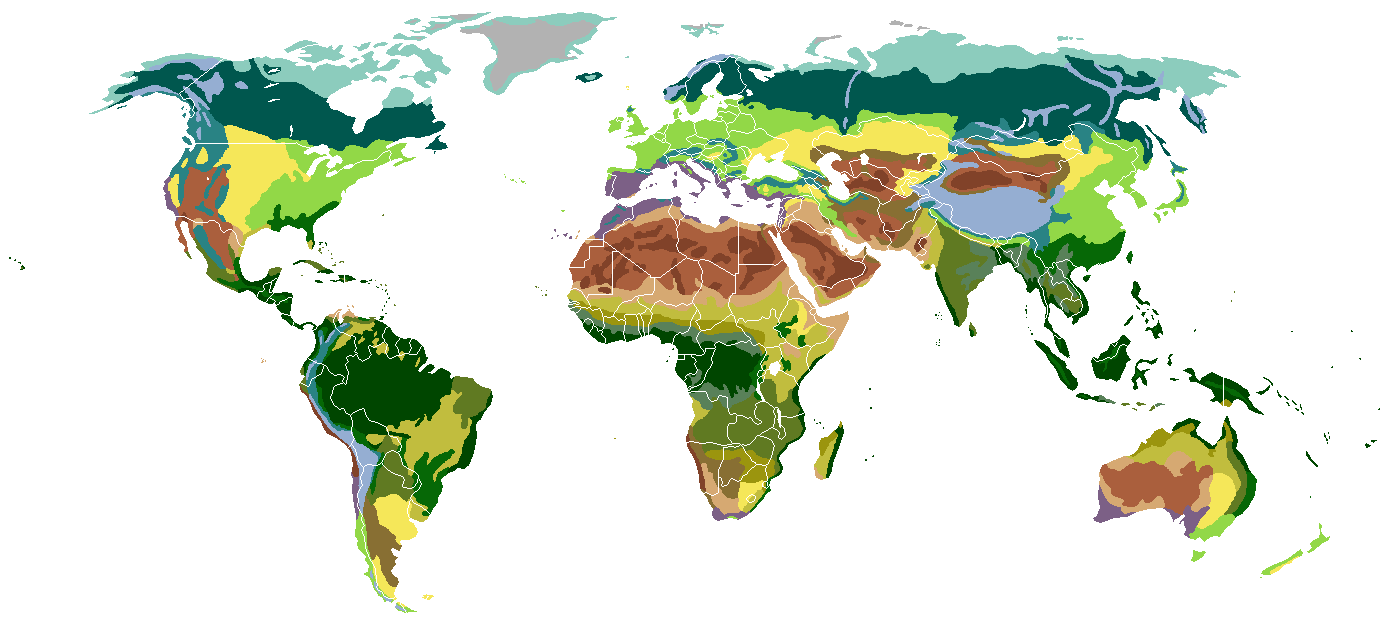
A Föld növényzeti zónái

A globális éghajlati öveket az egyes kontinensek sajátosságai, az éghajlat kisebb különbségei szerint kisebb egységekre osztják. Az egyes övek határain átmeneti zónák alakultak ki — ilyen például a füves puszták és a lombhullató erdők között az erdős sztyepp; ebbe az átmeneti zónába tartozik Magyarország területének nagyobb része.
A trópusi éghajlati öv növényzeti övei:
- trópusi esőerdő,
- monszunerdő,
- szavanna.

A szubtrópusi éghajlati öv növényzeti övei:
- szubtrópusi esőerdő,
- babérlombú erdő,
- keménylombú erdő,
- (zonális) félsivatag,
- (zonális) sivatag.

A mérsékelt éghajlati öv növényzeti övei:
- sztyepp (mérsékelt övi füves puszta),
- mérsékelt övi lombhullató erdők,
- tűlevelű erdők (fenyvesek),

A hideg éghajlati öv növényzeti öve a tundra; azon túl már a sarki jégsivatag következik.
Az egyes éghajlati öveket számos szerző jellemző növényzetük alapján nevezi meg, emiatt a kétféle terminológia gyakran keveredik.

## A növénytársulások zonalitása
Egy társulás lehet:
- zonális,
- extrazonális,
- intrazonális és
- azonális
- orografikus.

1. A zonális társulás egyensúlyban van élőhelyének klímájával. Kialakulását elsősorban a makroklíma határozza meg. Ilyen állományok leginkább vízszintes, égtáji kitettségtől többé-kevésbé független, a talajvíztől nem befolyásolt felszíneken fordulnak elő (alföldi löszhát, dombhát, fennsík). Ilyen az Alföldön a tatár juharos lösztölgyes, hegy- és dombvidékeinken 200–400 m között a cseres-tölgyes, 400–600 m között a gyertyános-tölgyes, 600–800 m között a szubmontán bükkös, valamint 800–1000 m között a montán bükkös.
2. Egy-egy zonális társulás gyakran a saját zónáján kívül is megjelenik: ezek az extrazonális társulások. Főleg a mezoklíma hatására alakulnak ki, leggyakrabban a hegységek déli vagy északi lejtőin. A molyhos tölgyes például a Balkán-félszigeten zonális: a lapos dombhátakon fordul elő – Magyarországon viszont a hegységek meredekebb déli lejtőin, extrazonálisan nő. Ezekre a déli lejtőkre nagyjából olyan szögben tűz a nap, mint a Balkánon a hátakra, ezért e lejtők hasonlóan is melegednek fel.
3. Más társulások kialakulását elsősorban a talajtani tényezők határozzák meg: ezeket edafikus asszociációknak nevezzük. Két csoportjuk:
3.1. A zónán belüli, azaz intrazonális asszociációk egyrészt edafikusak, másrészt a vegetáció valamely zónájához kötődnek: a bükkös övhöz a szurdokerdők, az erdős sztyepp övhöz a sziki tölgyesek. Ilyen a legtöbb sziklás és sziklatörmelékes talajú társulás (nyílt és zárt sziklagyepek, hársas törmeléklejtő-erdő, hárs-kőris sziklai sztyepperdő, elegyes karszterdő, sziklai bükkös, hársas-berkenyés).
3.2. Az edafikus asszociációk másik része erősen vízhez kötött, és ezzel a feltétellel több vegetációzónában is előfordulhat. Ezek a klímazónától független, ún. azonális asszociációk. Ilyen például a nádas, amely a hideg-mérsékelt tajga övben, a meleg-mérsékelt lombhullató erdőövben és a szubtrópusi övben is előfordul. Kialakulásának szinte egyetlen feltétele az állóvíz. További, erősen vízhez kötődő asszociációk: mocsár, láp, láperdő, ligeterdő.
4. A domborzat hatására a növényzetnek vertikális zonalitása is  kialakul. Ezek az úgynevezett orografikus társulások egy-egy növényzeti övön belül, intrazonális helyzetben fejlődnek ki, többnyire a hegyvidék speciális éghajlati viszonyainak hatására.

### Zonáció
Ahol a környezeti tényezők hirtelen változnak, a növénytársulások is rövid távolságon belül váltják egymást: ez a jelenség a zonáció. A feltöltődő tavak zonációja a nyílt víztükörtől távolodva: lebegő hínár, gyökerező hínár, nádas, magas sásos, zsombékos, rekettyefüzes lápi cserjés, égeres láperdő, égerliget, tölgy-kőris-szil liget.